# Маклойд, Вонни
Вонни Маклойд (англ. Vonnie C. McLoyd) — американский психолог, психолог развития. Специалист по возрастной психологии. Доктор философии, именной профессор (Ewart A. C. Thomas Collegiate Professor) Мичиганского университета, член Американской академии искусств и наук (2022). Солауреат Atkinson Prize in Psychological and Cognitive Sciences (2024).
Окончила Talladega College (бакалавр B.A.) и Мичиганский университет (магистр M.A.; училась там для этого с 1971), в последнем также получила докторскую степень Ph.D. Отмечена APA Award for Distinguished Scientific Contributions.
Член Society for Research in Child Development.
Являлась президентом Society for Research on Adolescence (SRA), ассоциированным редактором Child Development и American Psychologist. Состояла в редколлегиях Developmental Psychology, Journal of Black Psychology, Journal of Research on Adolescence.